# Raúl Alonso de Marco
Raúl Alonso de Marco (Montevideo, 8 de marzo de 1934 - ídem, 26 de febrero de 2007), magistrado uruguayo, ministro de la Suprema Corte de Justicia de su país entre 1992 y 2002.

## Biografía
Graduado como abogado en la Universidad de la República en 1958, en mayo de 1959 ingresó al Poder Judicial como Juez de Paz en el departamento de Rivera. Al año siguiente pasó a desempeñarse como Juez de Paz en Durazno. En 1962 fue nombrado Juez Letrado de Cerro Largo; con posterioridad se desempeñó como Juez Letrado en Durazno (1963-1964) y en Colonia (1964-1965). En 1965 fue trasladado a Montevideo como Juez Letrado en lo Civil de 17º Turno, juzgado recién creado en el que se mantuvo durante 17 años.
En marzo de 1982 fue ascendido al cargo de ministro del Tribunal de Apelaciones en lo Civil de 4º Turno, en el que permaneció durante 10 años. En septiembre de 1992 la Asamblea General lo designó como ministro de la Suprema Corte de Justicia en reemplazo del ministro Armando Tommasino, quien había cesado en su cargo en junio de ese año.
Ocupó la presidencia de la Corte en dos oportunidades, durante los años 1995 y 1999 respectivamente. En septiembre de 2002 abandonó su cargo como ministro del máximo órgano judicial del país al completar los 10 años que la Constitución uruguaya establece como el tiempo máximo posible de permanencia en dicho cargo.